# Det 20. århundrede - De 100 mest betydningsfulde personer i Danmark
Det 20. århundrede - De 100 mest betydningsfulde personer i Danmark är en bok med 100 artiklar om 100 personer som Connie Hedegaard och Claus Hagen Petersen anser vara de mest betydande danskarna under 1900-talet. Listan är naturligtvis subjektiv och enligt deras bedömning. 
I bokens förord beskrivs hur urvalet av personer har gjorts, bland annat har de inte tagit med personer från kungahuset. Vidare skriver de att urvalet är gjort för att ge ett intryck av 1900-talet i Danmark. 
De viktiga personerna är:
| - Kjeld Abell - H.N. Andersen - Vilhelm Andersen - Victor Andreasen - Erik Arup - Nina Bang - Karen Blixen - Niels Bohr - Victor Borge - Carl Brisson - Erik Bruhn - Suzanne Brøgger - Henrik Cavling - Inger Christensen - Jens Christian Christensen - John Christmas Møller - Carl Theodor Dreyer - Thorvald Ellegaard - Jacob Ellehammer - Paul Elvstrøm | - Anker Engelund - Johannes Fibiger - Niels Ryberg Finsen - Wilhelm Freddie - Jacob Gade - Mogens Glistrup - Vilhelm Hammershøi - Gunnar "Nu" Hansen - Hans Hedtoft - Piet Hein - Osvald Helmuth - Poul Henningsen - Emil Holm - Ragnhild Hveger - Bodil Ipsen - Arne Jacobsen - Robert Jacobsen - Frode Jakobsen - Eiler Jensen - Johannes V. Jensen | - Thit Jensen - Niels Jerne - Asger Jorn - Per Kampmann - Henrik Kauffmann - Naser Khader - Godtfred Kirk Christiansen - Per Kirkeby - Bodil Kjer - Hal Koch - Erland Kops - Morten Korch - Jens Otto Krag - Thorkil Kristensen - Tom Kristensen - August Krogh - Harald Lander - Aksel Larsen - Henning Larsen - Kim Larsen | - Poul Larsen - Michael Laudrup - Otto Leisner - Vilhelm Lundstrøm - Leo Mathisen - Lauritz Melchior - Erik Mortensen - Richard Mortensen - Elna Munch - Peter Munch - Kaj Munk - Arnold Peter Møller - Mærsk Mc-Kinney Møller - Betty Nansen - Martin Andersen Nexø - Asta Nielsen - Carl Nielsen - Kai Normann Andersen - Lise Nørgaard - Per Nørgård | - Børge Outze - Dirch Passer - Henrik Pontoppidan - Knud Rasmussen - Ebbe Kløvedal Reich - Poul Reumert - Erik Scavenius - Aksel Schiøtz - Poul Schlüter - Erik Ib Schmidt - Ib Schønberg - Simon Spies - Thorvald Stauning - K.K. Steincke - Storm P. - Lars von Trier - Jørn Utzon - Liva Weel - J.F. Willumsen - Jeppe Aakjær |